# Arco do Cabo San Lucas

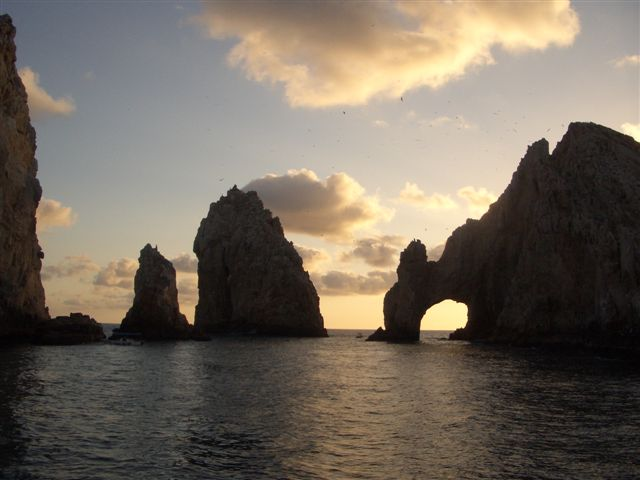
O Arco do Cabo San Lucas.

O Arco do Cabo San Lucas (Lands End em inglês) é uma formação rochosa no extremo sul do Cabo San Lucas, que é também o extremo sul do México, na Península da Baixa California. Muitos vêem que o aspecto é de um Triceratops tomando água. O famoso arco separa o Golfo da Califórnia do Oceano Pacífico.
É usualmente conhecido como "o arco" na cidade do Cabo San Lucas.